# Imi Mqourn
Imi Mqourn  (in arabo امي مقورن‎?) è un centro abitato e comune rurale del Marocco situato nella provincia di Chtouka-Aït Baha, regione di Souss-Massa. Conta una popolazione di 10 748 abitanti (censimento 2014).